# Haná Hadád
Haná Hadád (hebrejsky: חנא חדד, Hane Chadad, arabsky: حنا حداد) byl izraelský policista a politik. Poslanec Knesetu za Izraelskou stranu práce.

## Biografie
Narodil se 19. dubna 1919 v obci Džiš. Vystudoval střední školu. Pracoval jako policejní vyšetřovatel. Hovořil arabsky a anglicky.

## Politická dráha
Působil jako asistent ministra vnitřní bezpečnosti Izraele. Roku 1988 byl členem izraelské delegace při OSN. Publikoval v listu al-Sunara.
V izraelském parlamentu zasedl po volbách v roce 1992, v nichž kandidoval za Stranu práce. Mandát ale získal až dodatečně, v červenci 1995, jako náhradník za Avrahama Burga. Zasedal ve výboru pro vzdělávání a kulturu a výboru pro záležitosti vnitra a životního prostředí. Byl místopředsedou Knesetu. Ve volbách v roce 1996 nebyl zvolen.